# Вахутин, Игорь Аркадьевич
Игорь Аркадьевич Вахутин (10 апреля 1918, Баку — 31 июля 1979, Москва) — советский архитектор.

## Биография
Родился 10 апреля 1918 года в Баку (ныне Азербайджан). В 1941 году окончил Азербайджанский индустриальный институт. Служил в Советской армии (ефрейтор), принимал участие в Великой Отечественной войне. В 1951 году окончил факультет архитектурного усовершенствования при Московском архитектурном институте, сдав кандидатский минимум.
На Всесоюзном смотре работ молодых архитекторов он получил первую премию за осуществлённый проект мавзолея Низами Гянджеви у города Гянджа. Получил ряд премий и на других архитектурных конкурсах.
С 1951 года И. А. Вахутин работал в мастерской № 11 Моспроекта, отвечавшей за застройку Пролетарского и Красногвардейского районов Москвы. При его участии и под его руководством осуществлялась застройка Крутицкой и Симоновской набережных, жилых кварталов в Нагатине и Царицыне. Он автор проектов многоэтажных жилых домов ЗИЛа на Автозаводской площади, домов ЦНИИТМаша и других. И. А. Вахутин принимал участие в проектировании Московского дворца молодёжи на Ленинских горах. По его проектам были построены гостиницы в Конакри (Гвинея) и Браззавиле (Республика Конго).
При участии И. А. Вахутина был составлен проект района Бирюлёво, застройка которого была в основном завершена за один год. И. А. Вахутин сыграл ведущую роль в разработке проекта жилого района Орехово-Борисово, застройка которого началась в 1973 году.
Член Союза архитекторов СССР с 1942 года. Член бюро секции Союза архитекторов Моспроекта.
Умер 31 июля 1979 года. Похоронен на Армянском кладбище Москвы.

## Награды
- Медаль «За оборону Кавказа» (1944)[2]